# Alfta
Alfta – miejscowość (tätort) w Szwecji, w regionie administracyjnym (län) Gävleborg, w gminie Ovanåker.
Według danych Szwedzkiego Urzędu Statystycznego liczba ludności wyniosła: 2348 (31 grudnia 2015), 2461 (31 grudnia 2018) i 2475 (31 grudnia 2019).